# Asyndetus spinitarsis
Asyndetus spinitarsis är en tvåvingeart som beskrevs av Harmston 1951. Asyndetus spinitarsis ingår i släktet Asyndetus och familjen styltflugor.
Artens utbredningsområde är Kalifornien. Inga underarter finns listade i Catalogue of Life.